# Aïdour
L'Aïdour ou Murdjajo est une montagne culminant à 429,3 m d'altitude qui domine la ville d'Oran. Plusieurs édifices y sont construits dont le fort et la chapelle de Santa Cruz.

## Toponymie
Cette montagne est connue par une quantité de toponymes, et tout particulièrement son extrémité orientale qui domine la ville d'Oran par un plateau et une colline abrupte séparés par un petit col.
La montagne est connue dès le Moyen Âge sous le nom d’Aidour d'après le savant et théologien Sidi Haidour El-Maghraoui qui aurait vécu sur cette montagne au XIe siècle. Son mausolée, qui se trouvait au sommet, a été détruit pour construire sur ses ruines la chapelle de Santa Cruz,. Le nom est rapporté par des chroniqueurs arabes et berbères. Son nom plus ancien rapporté par les chroniqueurs est Mont Guedéra ou Guedara: « Guedara montagne qui domine Oran ».
Elle est appelée Mourdjadjo par les Turcs,,. Les Espagnols nomment la colline sur laquelle est bâti le fort de Santa Cruz la silla (la selle),, et le plateau, la meseta, au-delà de « la brêche »,,,. Le nom d'usage concurrent à Aïdour est Santa Cruz pour la colline, et Murdjadjo pour le plateau.

## Géographie

### Situation, topographie
Le Murdjadjo ou Aïdour est une petite chaîne côtière située à l'ouest de la ville d'Oran, se développant sur une distance de 25 km environ dans une direction ouest-sud-ouest, est-nord-est. Elle aboutit à la mer dans son extrémité orientale par le djebel Santon et la colline de Santa Cruz qui enferment la baie de Mers el-Kébir. Elle domine au nord la petite plaine côtière allant des Andalouses au djebel Santon, et au sud la plaine bordant la grande Sebkha d'Oran (lac salé) depuis Boutlelis jusqu'à Oran. Elle culmine dans sa partie occidentale à 589 m.

### Géologie
L’Aïdour et ses abords sont faits d'une couche marno-diatomitique recouverte d'une complexe carboné.
Le versant méridional de l'Aïdour est recouvert d'une série messinienne. Vers le sud et dans les zones les plus externes du massif, le complexe carbonaté passe à une sédimentation marno-diatomitique. La partie supérieure du massif est faite d'un complexe de récifs de coraux progradant à porites et d'un talus résultant de l'agglomération de résidus de matière organique (« bioclastiques ») riches en restes d'Halimeda. Cette couche est recouverte de calcaires micritiques blancs, qui se sont accumulés le long du complexe carboné. Enfin, des calcaires riches en oxydes de fer (oolithiques et stromatolithiques) recouvrent une partie du complexe de récifs coralliens.

### Faune et flore
Le flanc oriental de l'Aïdour dominant Oran est planté en pin d'Alep sur une surface de 668 hectares. On y rencontre également des figuiers de Barbarie et des agaves notamment aux abords immédiats du fort de Santa-Cruz.
Le versant nord-ouest du massif est couvert par la forêt de chênes-lièges de M'Sila. Les aires à mitages occupées par le vignoble en 1962 ont été reboisées avec des pins d'Alep, sauf une située à mi-versant sud-est du djebel. Puis les reboisements se sont étendus jusqu’à occuper presque tout le sommet du djebel et une grande partie de son versant sud-ouest.

## Histoire

### Préhistoire
Les nombreuses grottes présentes dans le massif étaient habitées avant le néolithique : 

« …les vestiges ont été retrouvés un peu partout sur le plateau d'Oran. Quant aux grottes explorées dans les environs immédiats de la ville, elles sont nombreuses. Leur mobilier, nettement caractéristique, permet d'affirmer qu'elles furent habitées avant et durant la période néolithique »

— Benkada, 1998

### Antiquité
Les Phéniciens avaient choisi la crique de Madagh à l’ouest, pour y installer leur comptoir, les Romains préférèrent développer le site de Portus Magnus à 40 kilomètres à l’est, sur la ville actuelle de Bethioua. Quant aux tribus berbères oranaises d'Azdadja, elles ont construit le village d'Ifri aux pieds de l'Aïdour autour de l'actuel oued Ras El-Ain.
Bien que la zone ait été connue dans l'antiquité – Mers-el-Kébir, dominé par l'Aïdour, était connu par les romains sous le nom de Portus divini – il y a peu de témoignages de cette époque relatif à la montagne.

### Période islamique
Le mausolée (goubba) édifié sur l'extrémité orientale du plateau qui domine Oran, et qui est dédié à Abdelkader al-Jilani Moul El Meida – le plateau nommé par les Espagnols Meseta (plateau) était nommé par les Arabes El Maïda (la table), – aurait été édifiée en 1425 par l’un des disciples d'Abou Madyane, saint réputé de Tlemcen, qui mourut subitement avant d’arriver à l’oued Isser. Les disciples de Abou Madyane auraient installé sur les hauteurs de petits mausolées, principalement dans la région d'Oran, en souvenir de leur professeur et Imam éminent Abdelkader al-Jilani, enterré à Bagdad. Il s'agirait donc d'un cénotaphe.

### Période espagnole

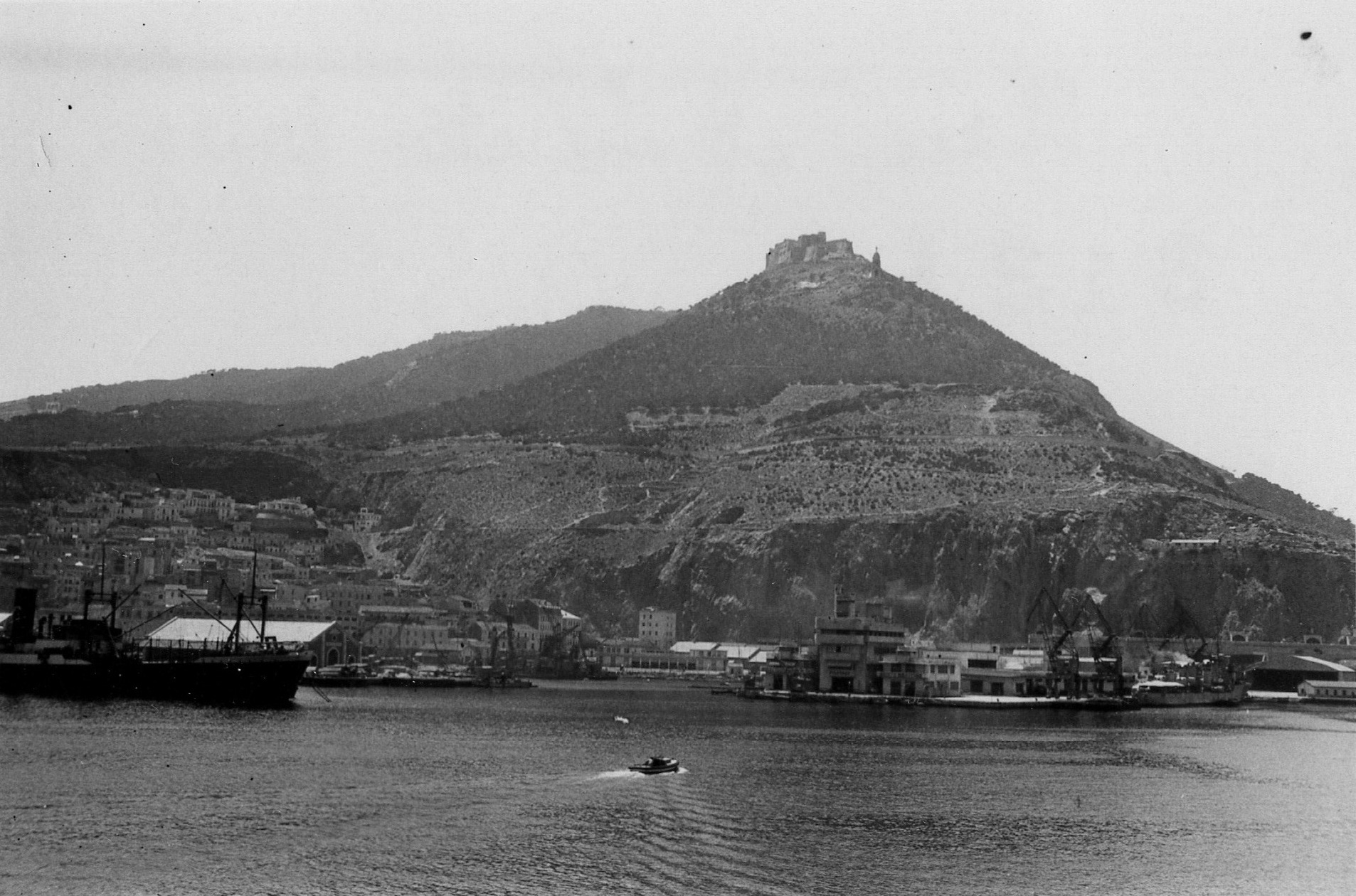
L'Aïdour vue du port en 1942, avec le fort Santa Cruz et la chapelle.

Alors que l'Espagne occupait Oran depuis 1505, le marquis de Santa Cruz, gouverneur de la ville, décida en 1563 de la construction du fort de Santa Cruz sur l'éperon rocheux de l'Aïdour. Sa position était stratégique pour la défense d'Oran et de Mers El Kébir.  Le point d'eau le plus proche étant celui de Ras El Ain distant de 3 kilomètres environ les ouvriers furent confrontés à un problème d'approvisionnement en eau pour la fabrication du mortier pour la construction du fort. Le problème se renouvela pour l'approvisionnement des troupes une fois le fort achevé. Ne voulant pas engager leurs troupes dans cette besogne au détriment de la vigilance militaire, les espagnols actèrent avec la tribu des Hamyans, alors installée dans la plaine de la Mléta, un pacte de non belligérance et de coopération. L'approvisionnement en eau du fort et de la garnison fût troqué contre des produits manufacturés en Espagne : étoffes et outils de travail. L'accord dura au moins durant la construction du fort.
Lorsque les Espagnols n’eurent plus besoin de ces services, ils libérèrent les hommes de leur charge, mais retinrent le chef Merdja – ou Murdjajo selon les sources – pour des raisons de sécurité : celui-ci connaissait parfaitement le fort pour avoir assisté à son érection. Les Espagnols inquiets d'une éventuelle trahison, l'assassinèrent et le jetèrent dans l'un des nombreux puits de la citadelle.

« On dit que le cheikh se nommait Mourdjadjo et que le fort aurait été appelé de son nom. Mais Allah est mieux instruit de la vérité sur ce point. »

— Abou-l-Makarim-Sidi-Abdelkader-ben-Abdallah-ben-Abi-Djellâl il Mecherfi l Gherisi

### Période française

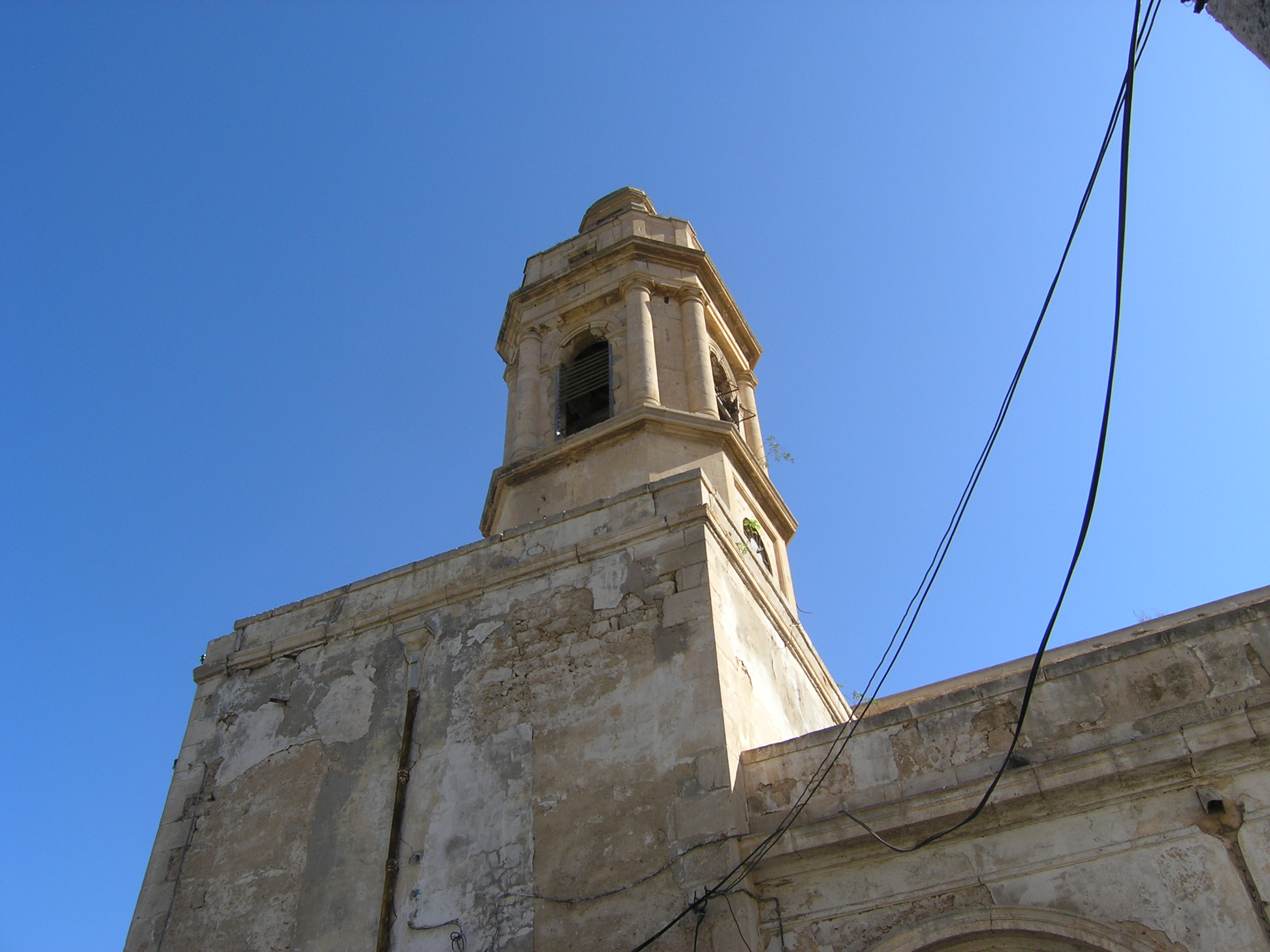
Église sur le mont Aïdour, à Oran.

En 1835, le génie militaire entreprend la construction de la route de la corniche pour relier Oran à Mers El Kébir. Ces travaux impliquent la construction d'un tunnel.
En 1852, le général Randon, gouverneur général de l'Algérie, décide de garnir d'arbres la montagne qui domine Oran, et crée à cet effet une compagnie de Planteurs militaires, dont le souvenir s'est conservé dans le nom du « Parc National des Planteurs » donné à la forêt de pins plantée sur le versant oriental de la colline.
La chapelle de Santa Cruz est construite en 1850, après la terrible épidémie de choléra de 1849 qui avait fait plusieurs centaines de victimes par jour, elle est dédiée à la Vierge (Notre-Dame du Salut). En 1950, est ouvert le chantier du projet de l'architecte Lesaint, prévoyant un cloître et une petite basilique romane à dôme légèrement écrasé, en présence de Mgr Roncalli, nonce apostolique, et futur pape Jean XXIII.
L'ancienne chapelle au pied du clocher est démolie en 1951 au début des travaux de construction du cloître, qui se terminent en 1956,.